# Крістофер Толкін
Крі́стофер Ру́ел То́лкін (англ. Christopher Reuel Tolkien; 21 листопада 1924, Лідс — 16 січня 2020, Драгіньян) — письменник, літературознавець, лінгвіст, син письменника Джона Р. Р. Толкіна. Відомий доопрацюванням і систематизацією незавершених творів та чернеток батька, зокрема укладенням книги «Сильмариліон», а також перекладами на англійську мову давньоанглійської та давньоісландської літератури.

## Біографія
Крістофер Толкін народився в англійському місті Лідс, був третім сином Джона Р. Р. Толкіна та Едіт Толкін. Був названий на честь Джонового друга — Крістофера Вайсмена (англ. Christopher Wiseman). В дитинстві захоплювався локомотивами, батько облаштував для сина цілу кімнату під іграшкові залізниці. Закінчив школу в Беркширі, але мав перерву в навчанні через діагностовані проблеми з серцем. Після цього пішов вчитися до Триніті-коледжу Оксфордського університету. Джон Толкін давав читати Крістоферу ранні версії своїх творів, зокрема «Гобіта» і «Володаря Перснів».
Під час Другої світової війни був пілотом в Королівських військово-повітряних силах Великої Британії, служив у Південній Африці. На початку 1944 року перебував у Крунстаді (Фрі-Стейт), потім — у Стандертоні в Трансваалі. 1945 року повернувся в Англію, служив у Шропширі.
Після закінчення війни вступив до літературної спілки Інклінгів при Оксфорді на запрошення власного батька. Пізніше працював репетитором, викладав англо-саксонську, середньоанглійську та давньоскандинавську мови у Нью Колледж (Оксфорд) з 1964 по 1975.
У 1951 році одружився з Фейт Фолконбрідж, у шлюбі з якою мав сина Саймона (народився в 1959), котрий також став письменником. Пізніше він розлучився з Фейт і одружився у 1967 на канадці Бейлі Напфейс. Вони мали двох дітей, Адама (народився в 1969 році) і Рейчел (1971 року народження).
Після смерті батька у 1973 році Крістофер виявив тисячі аркушів рукописів Джона Толкіна, від поем до текстів лекцій. Про існування деяких прозових і поетичних творів доти було відомо лише з листів Джона. За участю фантаста Ґая Ґавріела Кея він доопрацював і опублікував його незакінчену книгу «Сильмариліон». У 1983—1996 він опублікував дванадцятитомну книжкову серію «Історія Середзем'я», що складається з чернеток Джона і коментарів Крістофера. На основі таких чернеток в 2007 році він розширив до обсягу повісті твір «Діти Гуріна». 5 травня 2009 була опублікована книга «Легенда про Сіґурда і Ґудрун», що не належить до циклу творів про вигаданий світ Середзем'я. Останньою виданою книгою Крістофера Толкіна є «Падіння Гондоліна», заснована на батькових матеріалах, котру Крістофер завершив у віці 93-х років.
Зі зростанням слави Джона Толкіна і власної Крістофер Толкін перевіз свою сім'ю на південь Франції. Крістофер очолював організацію Tolkien Estate (укр. «Спадщина Толкіна»), що володіє правами на всі твори Джона Толкіна — крім «Гобіта» і «Володаря Перснів», права на які належать Tolkien Enterprises. Крістофер Толкін виступав проти езотеричних тлумачень творчості його батька та не схвалював екранізацій «Володаря Перснів» і «Гобіта», попри їх комерційний успіх. 2016 року також здобув медаль Бодлі, котрою нагороджуються особи, що здійснили видатний внесок до світової літератури, культури, науки чи комунікацій. Наступного року, в 2017, покинув посаду голови Tolkien Estate.
На початку січня 2020 року був госпіталізований та помер 16 січня в Драгіньяні у Франції. Згідно з заповітом, похований у Франції.

### Твори за «Володарем Перснів» і пов'язані
- «Сильмариліон» (англ. The Silmarillion) (1977) у співавторстві з Дж. Р. Р. Толкіном
- «Незакінчені оповіді Нуменору і Середзем'я» (англ. Unfinished Tales of Numenor and Middle-earth) (1980)
- «Листи Дж. Р. Р. Толкіна» (англ. The Letters of J. R. R. Tolkien) (1981) — з Гамфрі Карпентером.
- «Історія Середзем'я» (англ. The History of Middle Earth) у співавторстві з Дж. Р. Р. Толкіном
  - «Книга втрачених переказів: частина перша» (англ. The Book of Lost Tales: Part I) (1983)
  - «Книга втрачених переказів: частина друга» (англ. The Book of Lost Tales: Part II) (1984)
  - «Пісні Белеріанду» (англ. The Lays of Beleriand) (1985)
  - «Окреслення Середзем'я» (англ. The Shaping of Middle-Earth) (1986)
  - «Утрачена дорога та інші документи» (англ. The Lost Road and Other Writings) (1987)
  - «Повернення тіні» (англ. The Return of the Shadow) (1988)
  - «Зрада Ізенґарда» (англ. The Treason of Isengard) (1989)
  - «Війна персня» (англ. The War of the Ring) (1990)
  - «Саурон подоланий» (англ. Sauron Defeated) (1992)
  - «Морґотів перстень» (англ. Morgoth's Ring) (1993)
  - «Війна за самоцвіти» (англ. The War of the Jewels) (1994)
  - «Народи Середзем'я» (англ. The Peoples of Middle-Earth) (1996)
- «Малюнки Дж Р. Р. Толікіна» (англ. Pictures by J.R.R. Tolkien) (1992)
- «Діти Гуріна» (англ. The Children of Húrin) (2007) у співавторстві з Дж. Р. Р. Толкіном
- «Берен і Лутієн» (англ. Beren and Lúthien) (2017)
- «Падіння Гондоліна» (англ. The Fall of Gondolin) (2018)[18]

### Інші твори на основі праць Дж. Р.Р.Толкіна
- «Сер Гавейн і Зелений лицар, перлина і сер Орфео» (англ. Sir Gawain and the Green Knight, Pearl and Sir Orfeo) (1975) — переклад англійської поеми XIV століття у співавторстві з Дж. Р. Р. Толкіном
- «„Чудовиська і критики“ та інші есе» (англ. The Monsters and the Critics and Other Essays) (1983) у співавторстві з Дж. Р. Р. Толкіном
- «Легенда про Сіґурда і Ґудрун» (англ. The Legend of Sigurd and Gudrún) (2009) у співавторстві з Дж. Р. Р. Толкіном
- «Падіння Артура» (англ. The Fall of Arthur) (2013)
- «Беовульф: переклад і коментарі» (англ. Beowulf: A Translation and Commentary) (2014) у співавторстві з Дж. Р. Р. Толкіном[18]

### Переклади
- «Сага про Гервер і конунга Гайдрека» (англ. Hervarar Saga ok Heidreks Konungs) (1954) — переклад давньоісландської саги XIII століття
- «Битва готів і гунів» (англ. The Battle of the Goths and the Huns) (1955—1956) — переклад давньоісландської саги XIII століття
- «Оповідка черниці» (англ. The Nun's Priest's Tale) (1958) — переклад віршованої новели Джеффрі Чосера XIV століття, у співавторстві з Невіллом Коґгіллом
- «Оповідка про прощення» (англ. The Pardoner's Tale) (1959) — переклад віршованої новели Джеффрі Чосера XIV століття, у співавторстві з Невіллом Коґгіллом
- «Оповідка про законника» (англ. The Man of Law's Tale) (1960) — переклад віршованої новели Джеффрі Чосера XIV століття, у співавторстві з Невіллом Коґгіллом
- «Сага про короля Гайдрека Мудрого» (англ. The Saga of King Heidrek the Wise) (1960) — переклад давньоісландської саги XIII століття[19]

Також Крістофер Толкін був автором довідкової літератури за творами батька, численних передмов, післямов і приміток до видань його творів; статей і есе з літератури та лінгвістики.